# روسکویه ایلچی‌کیه‌وو
روسکویه ایلچی‌کیه‌وو (انگلیسی: Russkoye Ilchikeyevo) یک شهرک در شهرستان سالاواتسکی استان باشقیرستان کشور روسیه است.